# Video Darts
Video Darts is een computerspel dat werd ontwikkeld door R. Brooks. Het spel werd in 1985 door Zion Systems uitgebracht voor de Commodore 64. Het spel is een simulatie van het darten. Het Engelstalige spel kan met een of twee personen gespeeld worden.